# أنجيلا ديميتريو
أنجيلا ديميتريو (باليونانية:Άντζελα Δημητρίου) (مواليد 18 أغسطس 1954 في أثينا، اليونان) مطربة موسيقى بوب فلكلوري يونانية.
ولدت باسم أنجليكا كيورتيساكيس، كان أول ألبوم لها في العام 1980 وهو "Gia Ti Na 'rtheis Arga" ومن أشهر أغنياتها التي حققت نجاحاً لدى المستمعين أغنية "Fotia Sta Savvatovrada" (نار في ليالي السبت).
تعرف عليها الجمهور العربي في الشرق الأوسط عبر أغنية "Margarites"، وأغنيتان ثنائية قامت بأدائهما رفقة المطرب المصري عمرو دياب «أنا باحبك أكتر». واغنية { Elios }

## ديسكوغرافيا
- 1980 - Gia Ti Na 'rtheis Arga
- 1982 - Oti Poume Metaxi Mas
- 1983 - Peste Tou
- 1983 - Mia Vradia Sta Bouzoukia No. 1
- 1984 - Mia Vradia Sta Bouzoukia No. 2
- 1985 - Poia Thisia
- 1986 - Dio Fones
- 1987 - Kanonise To
- 1987 - Mia Vradia Stin Fantasia No. 1
- 1988 - Mia Vradia Stin Fantasia No. 2
- 1988 - Mia S'agapo Mia Se Miso
- 1989 - Na Sou Orkisto
- 1990 - Esi Ti Les
- 1991 - Exerountai
- 1992 - Fotia Sta Savvatovrada: 1982-1992 Deka Hronia Tragoudi
- 1992 - Kokkino Tis Fotias
- 1993 - Ftaiei O Erotas (CD Single)
- 1993 - Ftaiei O Erotas
- 1994 - Pes Afto Pou Theleis
- 1995 - Gynaika Ego
- 1996 - Ektos Eleghou I Amartia
- 1996 - Mi Mas Agapas
- 1997 - Ta Zeibekika Tis Antzelas
- 1998 - 100%
- 1999 - Margarites (CD Single)
- 1999 - Kane Stin Akri
- 2000 - Mavri Lista
- 2001 - Hilia Prosopa
- 2002 - Ti Na Ta Kano Afta Pou Eho (CD Single)
- 2002 - Opou Me Paei I Kardia
- 2004 - Kyria Me Gnorises, Kyria Tha Meino...Live
- 2004 - Gia Sena (CD Single)
- 2004 - The Best Of Antzela Dimitriou
- 2004 - Pios Eisai
- 2005 - S'eho?
- 2006 - Oxygono + Live
- 2007 - Ah! Patrida Mou
- 2007 - Ta' Da Ola
- 2008 - Ftaine Oi Antres

## وصلات خارجية
- أنجيلا ديميتريو على موقع ميوزك برينز (الإنجليزية)
- أنجيلا ديميتريو على موقع ديسكوغز (الإنجليزية)
- الموقع الرسمي